# Nórdico antigo ocidental

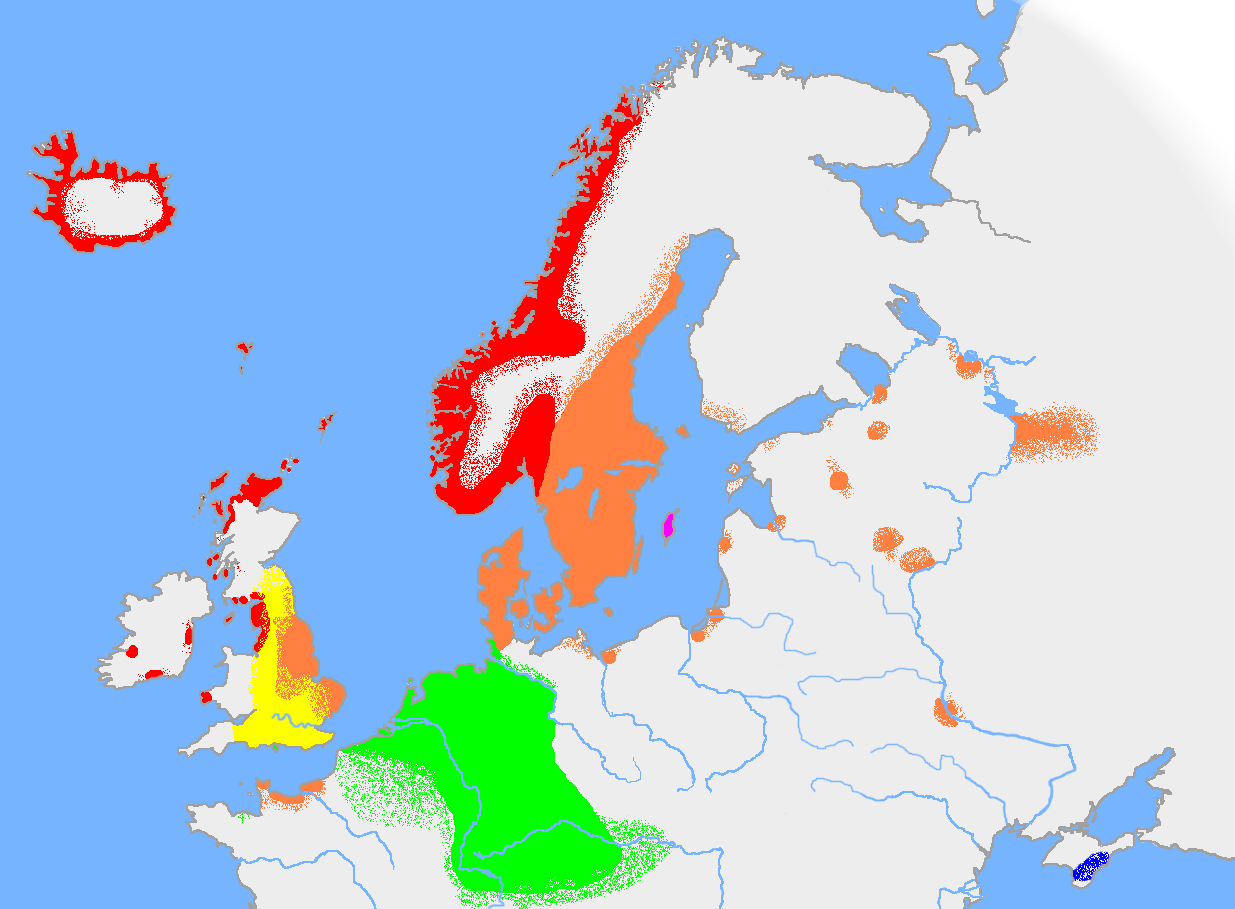
Extensão aproximada do nórdico antigo ocidental no começo do século X:
Dialeto Nórdico Antigo Ocidental

O Nórdico Antigo Ocidental era um grupo de dialetos do Nórdico Antigo, falados na Noruega, Islândia e Ilhas Faroé, entre os anos de 800 e 1300. Foi também levado pelos viquingues às suas comunidades na Escócia, Inglaterra e Irlanda. Típico do nórdico antigo ocidental é ter conservado os antigos ditongos, ao contrário do nórdico antigo oriental.
O  Nórdico Antigo Ocidental fragmentou-se e modificou-se sucessivamente, dando origem às atuais línguas germânicas setentrionais: islandês, feroês,  norueguês (nynorsk) e norueguês (bokmål). Destas, a mais próxima do nórdico antigo é o islandês.
A literatura medieval islandesa e norueguesa - com destaque para a Edda e para as sagas islandesas - foi escrita no dialeto nórdico antigo ocidental, pelos noruegueses chamado de norrönt e pelos islandeses de fornnorræna, frumnorræna ou norræna.